# Hydrangeeae
Hydrangeeae es una tribu de plantas perteneciente a la familia Hydrangeaceae.

## Géneros
Contiene los siguientes géneros:
- Broussaisia
- Cardiandra
- Decumaria
- Deinanthe
- Dichroa
- Hydrangea
- Pileostegia
- Platycrater
- Schizophragma